# Kent County Cricket Club
Le Kent County Cricket Club, qui représente le comté traditionnel du Kent, est un des dix-huit clubs anglais majeurs qui participent aux compétitions nationales anglaises. L'équipe première porte le surnom de Kent Spitfires pour les matchs à nombre limité de séries.

## Palmarès
- County Championship (6) : 1906, 1909, 1910, 1913, 1970, 1978, titre partagé (1) : 1977.
- Gillette Cup, NatWest Trophy, C&G Trophy, Friends Provident Trophy (2) : 1967, 1974.